# Gelastocera exusta
Gelastocera exusta är en fjärilsart som beskrevs av Butler 1877. Gelastocera exusta ingår i släktet Gelastocera och familjen trågspinnare. Inga underarter finns listade i Catalogue of Life.